# 12-я штурмовая авиационная дивизия ВВС ВМФ
12-я штурмовая Расинская Краснознамённая авиационная дивизия ВВС ВМФ — воинское соединение Вооружённых сил СССР во Второй мировой войне.

## История наименований
Условное наименование:
- Управление АД — в/ч ?
- Политотдел АД — в/ч 45621

Действительное наименование:
- 12-я штурмовая авиационная бригада
- 12-я штурмовая авиационная дивизия
- 12-я штурмовая Краснознамённая авиационная дивизия
- 12-я штурмовая Расинская Краснознамённая авиационная дивизия

## История
В свете предстоящих боевых действий на тихоокеанском ТВД и учитывая его размах в составе ВВС ТОФ и СТОФ формируются штурмовые авиачасти. К 1945 году в составе флота было в общей сложности 256 самолётов-штурмовиков типа Ил-2, и один полк имел на вооружении Ил-10.
22 июня 1943 года сформирована в составе ВВС Тихоокеанского флота 12-я штурмовая авиационная бригада (Пр. НК ВМФ № 00143 от 21.05.43), с дислокацией управления на аэродроме Восточные Кневичи. В состав бригады были включены два штурмовых и два истребительных авиационных полка, с дислокацией на аэродромах Восточные Кневичи, Западные Кневичи, Кролевец.
20 августа 1943 года 12-я штурмовая АБ переименована в 12-ю штурмовую авиационную дивизию.
До конца войны на Западе в дивизии одной из задач была подготовка лётного состава для фронта.
В августе 1945 года дивизия полным составом принимала непосредственное участие в боевых действиях против Японии, нанося бомбоштурмовые удары в море и по объектам на территории Северной Кореи. Потеряно 6 Ил-10 и 7 Ил-2.
Окончание войны дивизия встретила в Порт-Артуре. После окончания боевых действий полки дивизии базировались в Корее и Китае.
14 сентября 1945 года 12-я ШАД награждена орденом Красного Знамени.
15 сентября 1945 года приказом ВГК № 0501, за отличия в боях по освобождению корейского города Расин (сейчас г. Наджин) дивизии присвоено почётное наименование Расинская.
15 декабря 1947 года, на основании циркуляра НГШ ВМФ № 0036 от 07.10 1947 12-я ШАД расформирована.

## Авиатехника дивизии
Ил-2, Ил-10, ЛаГГ-3, Як-9

## Состав дивизии
- 26-й штурмовой авиационный полк (1943—1947)
- 37-й штурмовой авиационный полк (1943—1947)
- 14-й истребительный авиационный полк (1943—1946)
- 38-й истребительный авиационный полк (1943—1947)

## Подчинение
ВВС ТОФ

## Командиры
- полковник Барташов М. В. (1943—1945)
- Бессараб В. С. (1945—1947)

## Герои Советского Союза
- Барташов, Макар Власович, полковник, командир дивизии.
- Воронин, Иван Фёдорович, капитан, командир эскадрильи 37-го штурмового авиационного полка.
- Крапивный, Фёдор Андреевич, младший лейтенант, командир звена 37-го штурмового авиационного полка.
- Матвеев, Яков Иванович, капитан, помощник командира 37-го штурмового авиационного полка по лётной подготовке.
- Николаев, Алексей Михайлович, майор, командир 26-го штурмового авиационного полка.
- Серов, Илья Александрович, старший лейтенант, командир эскадрильи 26-го штурмового авиационного полка.
- Трушкин, Василий Фёдорович, старший лейтенант, командир эскадрильи 26-го штурмового авиационного полка.
- Янко, Михаил Егорович, младший лейтенант, командир звена 37-го штурмового авиационного полка.
- Барбашинов, Михаил Никанорович, майор, командир 37-го штурмового авиационного полка.
- Беляев, Павел Иванович, лейтенант, летчик 38-го истребительного авиационного полка 12-й ШАД.